# Pișceane, Nova Kahovka
Pișceane (în ucraineană Піщане) este un sat în așezarea urbană Dnipreanî din orașul regional Nova Kahovka, regiunea Herson, Ucraina.

## Demografie
Componența lingvistică a localității Pișceane
     Ucraineană (83,21%)
     Rusă (16,41%)
     Alte limbi (0,38%)
Conform recensământului din 2001, majoritatea populației localității Pișceane era vorbitoare de ucraineană (83,21%), existând în minoritate și vorbitori de rusă (16,41%).